# László Orbán
László Orbán (ur. 9 grudnia 1949 w Szekszárdzie, zm. 15 lipca 2009 w Budapeszcie) – węgierski bokser walczący w wadze lekkiej (do 60 kg). W 1972 roku letnich igrzysk olimpijskich w Monachium zdobył srebrny medal (przegrał z Janem Szczepańskim).